# Melanolophia munda
Melanolophia munda là một loài bướm đêm trong họ Geometridae.